# Okęcie Warszawa (piłka nożna)
RKS Okęcie Warszawa – polski klub piłkarski z siedzibą w Warszawie, założony w 1929 roku. Największym sukcesem drużyny były występy w dawnej III lidze (obecnej II lidze).

## O klubie
Historia RKS Okęcie rozpoczęła się w maju 1929 roku, gdy grupa pracowników warszawskich zakładów „Skoda” wywodząca się z nieistniejącego już wówczas Robotniczego Stowarzyszenia Sportowego „Lauda” oraz Harcerskiego Klubu Sportowego „Varsovia” postanowiła wraz ze swymi przełożonymi założyć przy zakładach klub sportowy. Planowano prowadzenie nie tylko działalności sportowej, ale również kulturalnej. Dla nowo powstałego klubu przyjęto nazwę Klub Kulturalno-Sportowy SKODA. Gdy w 1936 Polskie Zakłady Skoda zostały przekształcone w PZL-Wytwórnię Silników Lotniczych w Warszawie na Okęciu, 28 marca tegoż roku podczas walnego zebrania zmieniono nazwę na Klub Kulturalno-Sportowy Okęcie.
Inicjatorami założenia klubu byli piłkarze, jednak w początkowych latach jego istnienia czołową sekcją „Okęcia” byli bokserzy, należący wówczas do najpoważniejszych kandydatów do zdobycia tytułu drużynowego mistrza Polski. Prężnie działały też sekcje kolarska, motocyklowa, sportów wodnych, strzelecka, koszykówki oraz tenisa stołowego. W roku 1938 piłkarze prawie wywalczyli awans do pierwszej ligi państwowej, do czego zabrakło im jednej bramki strzelonej w meczu przeciwko Brygadzie Częstochowskiej. W 1932 na Okęciu ruszyła pierwsza w Warszawie drużyna piłkarska młodzików, co pozwoliło na wychowanie szeregu utalentowanych zawodników. Najcenniejsze sukcesy z tamtego okresu (mimo zmiany przez kilku czołowych zawodników barw klubowych) to zdobycie pucharu im. Mariana Wejchera, pucharu w turnieju szóstkowym oraz udział wielu zawodników klubu w reprezentacji Warszawy.
Wybuch II wojny światowej przerwał rozwój sportu na Okęciu, ale nie zlikwidował. Mimo wydanego przez okupanta zakazu prowadzenia jakiejkolwiek działalności przez kluby sportowe, w Okęciu nadal postanowiono uprawiać sport. Jako jedni z pierwszych na boiska wyszli piłkarze Okęcia. Na mecze rozgrywane w czasie okupacji przychodziło w Warszawie po kilka tysięcy osób. Rozgrywki te miały wydźwięk patriotyczny, wzmagały wiarę w przetrwanie. Zawody niejednokrotnie były przerywane przez obławy i łapanki. Klub Okęcie wykazał największą wśród warszawskich klubów aktywność, rozgrywając ponad 100 meczów. Działały cztery drużyny – dwie seniorów i dwie „bosaków”. Osiągnięcia tego okresu to II miejsce z Polonią Warszawa w mistrzostwach stolicy w roku 1942, wygranie turnieju XV-lecia klubu z udziałem Polonii, Grochowa, Korony i zespołu gospodarzy, a także pokonanie w 1943 reprezentacji Piaseczna 4:2, przy czym w drużynie przeciwnika grała wówczas nieomal cała reprezentacja Krakowa. Ponadto należy podkreślić stały udział zawodników Okęcia w reprezentacji Warszawy. Wkrótce po zdobyciu stolicy przez wojska sowieckie, a więc po 17 stycznia 1945, Klub Sportowy Okęcie wznowił działalność. Ograniczone możliwości sprawiły, że poprzestano na piłce nożnej. Wobec zniszczenia przez okupanta przedwojennego boiska rozpoczęto działalność na byłym boisku Klubu Sportowego „Okęcianka”. Znajdowało się ono na rogu Alei Krakowskiej i ul. Hynka. Później młodzież własnymi rękami zamieniła teren zajęty w czasie okupacji przez działki w boisko sportowe.
25 marca 1945 na boisku AZS na Pradze odbył się pierwszy w wyzwolonej Warszawie mecz, podczas którego spotkały się drużyny RKS Okęcie i Polonii Warszawa. Dał on początek organizowanemu corocznie przez Okęcie turniejowi piłkarskiemu 17 stycznia. W każdym kolejnym turnieju oprócz drużyny Okęcia występował również zespół stołecznej Polonii.
Z czasem powstały nowe sekcje. Systematycznie rozwijała się sekcja piłkarska. Okęcie od momentu powstania ligi międzywojewódzkiej grało w tej klasie rozgrywkowej zajmując zawsze miejsca w środkowej części tabeli. Zespół rozgrywał największą liczbę spotkań spośród wszystkich drużyn zgłoszonych w WOZPN. W 1947 juniorzy Okęcia zdobyli mistrzostwo Warszawy. Wychowankowie klubu: Kulesza, Struczak i Wasiak dostąpili potem zaszczytu grania w reprezentacji.
W 1963 klub otrzymał nowy obiekt przy ulicy Radarowej. W roku 1966 Okęcie walczyło o awans do II ligi. Wkrótce przyszedł jednak kryzys i znalazł się w klasie A. Nastąpił długi okres walki o awans. Klub położył największy nacisk na prace z młodzieżą, w efekcie czego w 1975 Okęcie wywalczyło promocję do klasy okręgowej. W roku 1976 powstała sekcja piłki nożnej kobiet, która wywalczyła wicemistrzostwo Polski. Sukcesy notowała także sekcja lekkoatletyczna, sekcja motocyklowa (przejęta później przez KS „Skra”). Ponadto, działały sekcje hokeja na lodzie oraz koszykówki kobiet.
Z licznych niegdyś sekcji ostały się jedyne, poza piłką nożną, sekcja tenisa ziemnego i powstała dopiero w 1969 sekcja podnoszenia ciężarów, należąca obecnie do czołówki krajowej. W sezonie 2019/2020 klub uzyskał awans do IV ligi.
W 2022 roku Urząd m.st. Warszawy częściowo wypowiedział klubowi prawo użytkowania gruntów przy ul. Radarowej 1 z powodu wykorzystywanie ich bez zgody miasta na cele komercyjne.